# Перхово (Новоржевський район)
Перхово (рос. Перхово) — присілок в Новоржевському районі Псковської області Російської Федерації.
Населення становить 18 осіб. Входить до складу муніципального утворення Вехнянська волость.

## Історія
Від 2015 року входить до складу муніципального утворення Вехнянська волость.

## Населення
| 2001 | 2002 | 2010 |
| ---- | ---- | ---- |
| 33   | ↘27  | ↘18  |